# L'Europe autour de l'Europe
Ne doit pas être confondu avec Festival de l'Europe autour de l'Europe.
Pour plus de détails, voir Fiche technique et Distribution.
L'Europe autour de l'Europe (en grec O ehthros mou ; Ο Εχθρός μου) est un film dramatique grec réalisé par Yorgos Tsemberopoulos (sv), sorti en 2013.
Avec Manolis Mavromatakis et Maria Zorba dans les rôles principaux, le film a remporté trois prix au Hellenic Film Academy Awards dans les catégories meilleur réalisateur, meilleur scénario et meilleur montage.

## Fiche technique
- Titre : L'Europe autour de l'Europe
- Titre original : Ο Εχθρός μου
- Réalisateur : Yorgos Tsemberopoulos (sv)
- Date de sortie : 2013

## Distribution
- Manolis Mavromatakis : Kostas Stasinos, le père
- Maria Zorba : Rania Stasinou, la mère
- Yiorgos Gallos : Sotiris Logaras, le voisin
- Antonis Karistinos : Achilleas, l'ami
- Thanasis Papageorgiou : le beau-père
- Ariadni Kavalierou : Louiza Stasinou, la fille
- Ilias Moulas : Andreas Stasinos, le fils
- Vesela Kazakova : femme roumaine
- Tudor Chirilà : homme roumain
- Kostas Antalopoulos : officier de police
- Nikos Dallas : policier interrogateur
- Thanos Grammenos : oncle
- Anna Kalaitzidou : médecin
- Frixos Manasakis : membre du gang
- Konstadinos Moraitis : violeur
- Giannis Niaros : Aris, l'ami